# Hwasong-13
El Hwasong-13 (en coreano: 화성 13호  Hanja: 火星 13号; en español: Marte-13), también conocido como Nodong-C (coreano: 노동-시; Hanja: 蘆洞-C) o KN-08 bajo La convención de nomenclatura de EE. UU. es un misil balístico intercontinental móvil por carretera que se cree que está siendo desarrollado por Corea del Norte. Los cambios mostrados en la maqueta mostrada en octubre de 2015 indicaron un cambio de un diseño de tres a dos etapas.
El 2 de diciembre de 2017, se informó que el misil fue cancelado y que el equipo de desarrollo fue enviado para ayudar en el desarrollo del misil balístico intercontinental Hwasong-12, el misil balístico intercontinental Hwasong-14 y el misil balístico intercontinental Hwasong-15. En una entrevista para Difesa Online, un sitio web centrado en el ejército, el 27 de noviembre de 2017, el analista alemán Norbert Brugge afirmó que Hwasong-10 y Hwasong-13 probablemente fueron cancelados debido a la incapacidad de resolver problemas del motor.